# سوفیا پروسکایا
سوفیا پروسکایا (روسی: Софья Перовская) یک فیلم به کارگردانی لف آرنشتام است که در سال ۱۹۶۷ منتشر شد.